# Rio Certej
O Rio Certej é um rio da Romênia, afluente do Mureş, localizado no distrito de Hunedoara.